# Aude de Kerros
Pour les articles homonymes, voir Aude.
Aude de Kerros, née le 24 décembre 1947 à Jakarta en Indonésie, est une peintre, graveur, critique d'art et essayiste française. Comme essayiste, elle participe notamment par des articles et des ouvrages au décryptage et à l'analyse du monde de l’art, et du marché de l'art.

## Biographie

### Jeunesse et formation
Aude de Kerros est née le 24 décembre 1947 à Jakarta, en Indonésie, et est la fille de Tanguy de Kerros, officier de marine et diplomate.
Son enfance et son adolescence sont marquées par les voyages en Asie, en Amérique du Sud et au Proche-Orient dus à la carrière diplomatique de son père. De retour en France pour ses études supérieures, elle partage ses années d’apprentissage entre la préparation du diplôme à l'Institut d'études politiques de Paris en 1969,, d'une maîtrise en droit en 1972 et la fréquentation des ateliers des graveurs Henri Goetz, S.W. Hayter et Johnny Friedlaender.

### Gravure
Ses études achevées, Aude de Kerros fait le choix de la gravure. Plus de 90 expositions en France et en Europe, à Berlin, Munich, Mayence, Rome, Gênes, Londres et Varsovie la font connaître. Elle est invitée et pensionnée par la fondation Konrad Adenauer en 1984.
Elle participe à l'exposition « De Bonnard à Baselitz » au département des estampes et de la photographie de la Bibliothèque nationale de France à Paris.
Au centre d'un corpus de 500 eaux-fortes, huit cycles de gravures forment un ensemble lié par la même quête spirituelle : Paysages intérieurs, Iggdrasil, La Genèse, L'Hortus Conclusus, Le Cœur d'amour épris, Le Chemin des étoiles, Le Chant du monde, L'Art d'aimer. Aude de Kerros a également un important œuvre peint.

### Collections
Ses œuvres figurent dans les collections du National Museum of Women in the Arts de Washington.
Cabinet des Estampes de la Bibliothèque nationale de France à Paris.
Académie des Beaux-Arts de Pékin- Collection du département de la gravure.

### Essayiste sur l'art
À partir des années 1990, Aude de Kerros se fait également connaître par de nombreux articles de décryptage et d’analyse du monde de l’art, influencée par les écrits de Wladimir Weidlé. Elle prend part au débat sur l’art contemporain, donnant un point de vue d'artiste indépendant. Elle contribue, à titre de témoin, à l'histoire de l’art de la seconde moitié du XXe siècle en décrivant les deux faces d'une réalité complexe : le monde visible de l'art financier international, le conceptualisme strict de l'art officiel français et les divers courants picturaux non agréés. Elle souligne la rupture qui s'opère en 1983, en France, quand sont affectées des subventions importantes, créées des structures institutionnelles, et un corps d'« inspecteurs de la création ». Cet appareil bureaucratique prendra en compte l'unique courant conceptuel et affirmera un art officiel, rompant avec la pratique établie en 1880 par Jules Ferry, d'un retrait de l'État du choix des artistes à consacrer, mais honorant l'ensemble des courants en offrant un cadre prestigieux à leurs expositions. L'observation de ce principe a réuni à Paris l'ensemble des courants artistiques, de l'académisme aux avant-gardes et a attiré dans la capitale artistes et amateurs du monde entier. Aude de Kerros met en scène l'interaction de ces réalités contradictoires, raconte les péripéties du débat souterrain sur l'art tout au long des quatre dernières décennies. Elle évoque son contenu, commente ses publications, fait la chronique d'une nouvelle querelle, clandestine celle-là, celle « des modernes et des contemporains ». Quelques livres évoquent ce point de vue : L'Art Caché, Les dissidents de l'Art contemporain, Sacré Art Contemporain. Évêques, inspecteurs et commissaires et L'imposture de l'Art contemporain : Une utopie financière, Nouvelle géopolitique de l'Art contemporain. Chronique d'une domination économique et culturelle,,, Art contemporain : Manipulation et géopolitique

### Médias
Elle crée une collection d’entretiens d’artistes pour l’Institut des archives sonores de Franklin Picard, essayant ainsi d’approcher, grâce à leur récit, l’histoire de l’art de la seconde moitié du XXe siècle.
Elle dirige le Libre journal d’Aude de Kerros sur Radio Courtoisie, émission consacrée à une réflexion et à une exploration du domaine des arts visuels, en dehors des tendances dominantes.
Elle décrypte l'actualité de l'Art dans de nombreux articles publiés sur de très divers supports médiatiques.
Conflits, La Nouvelle Revue d'histoire, Artension, Le Débat, Commentaire, Nouvelles de l'estampe, La Nef, Kephas, Univers des Arts, les Cahiers de la Table Ronde, Liberté Politique, Catholica, Éléments, Valeurs actuelles, L'Homme nouveau, Il Covile, ainsi que des tribunes dans Le Monde, Le Figaro, Les Échos.
Elle publie régulièrement sur Internet des décryptages de l'actualité notamment dans Contrepoints, Le vadrouilleur Urbain, La Newsletter de Conflits, Atlantico, Art Critic.

### Vie privée
Elle est l'épouse d'Henri Josseran, qui fut militant pour l'Algérie française.

### Participation à la vie artistique
En 1979, elle crée avec le metteur en scène Dominique Leverd et Fanny Ardant, une association vouée aux expositions, création artistique, production théâtrale et de concerts : Art et Lumière. Cette association donne naissance à un Festival annuel : Le Festival de France, en l'Abbaye de Fontevraud. Ce Festival recevra le soutien actif de la Région des Pays de la Loire et de la Municipalité de Saumur[réf. nécessaire].
Une association qu’elle préside, Alliance pour une nouvelle culture, est créée  en 1983, pour organiser un colloque analysant les choix gouvernementaux et administratifs, faisant alors polémique, en raison de la création de nouvelles institutions encadrant tous les aspects de la création artistique[réf. nécessaire].

### Participation à la Recherche
Aude de Kerros participe aux travaux de recherche et d'échanges de plusieurs chaires et séminaires universitaires :
- Chaire R#I, créée par Christophe Assens : Réseaux et Innovations au Laboratoire recherche et management Larequoi (Université de Versailles Saint Quentin en Yvelines) : « L 'Art contemporain et ses stratégies fondés sur la construction de la valeur en réseau fermé ».
- Séminaire RS4, crée par Jean Philippe Denis : La Culture Hard Power – Puissance souple (Université- Paris Saclay) : « Art contemporain, manipulation et géopolitique ».
- Séminaire CR 451, sous la direction de Nicolas Moinet et de Christian Harbulot (École de Guerre Economique, Paris) : « Art contemporain et  stratégies d’une guerre centrée sur le monopole de la visibilité ».

## Distinctions
- Chevalière de l'ordre national du Mérite (2009)[13].
- Lauréate de l'Institut de France pour le prix Paul-Louis Weiller de la gravure, 1988[14].
- Prix Adolphe Boschot de la critique d'art[15], pour Sacré Art Contemporain. Évêques, inspecteurs et commissaires, Éd. Jean Cyrille Godefroy.

## Publications

### Ouvrages
- Les Échelles du Ciel, Parme, Éditions du Savoir Perdu, 2001  (ISBN 88-88231-10-2).
- L'Art Caché : les dissidents de l'Art contemporain, Eyrolles, 2007 [présentation en ligne]  (ISBN 978-2212539332).Réédition augmentée, octobre 2013 (ISBN 978-2-212-55783-1). Publié en Livre de Poche en septembre 2022
- Sacré Art Contemporain. Évêques, Inspecteurs et Commissaires, Éd. Jean Cyrille Godefroy, 2012  (ISBN 978 2 86553 233 9).
- L'Imposture de l'Art contemporain. Une utopie financière, Eyrolles, 2015.
- Art Contemporain, manipulation et géopolitique : chronique d'une domination économique et culturelle, Eyrolles, 2019, 264 p.  (ISBN 978-2-212-57302-2).
- L'Imposture de l'Art contemporain. Une utopie financière, Eyrolles, coll. « Poche », 2021  (ISBN 978-2-416-00200-7).
- L'Art caché, les dissidents de l'Art contemporain, Eyrolles, coll. « Poche », 2022  (ISBN 978-2-416-00792-7).
- L'Art caché enfin dévoilé - La concurrence de l'Art contemporain, Eyrolles, 2023  (ISBN 978-2-416-00697-5).

### Participations
- Le Beau, l'art et l'homme, émergence du sens esthétique.CNRS éditions, 2014  (ISBN 978-2-271- 08079-0). Sous la direction de Henry de Lumley. Contribution d'Aude de Kerros : « La beauté interdite en art : 1960-2013 », pp. 181 à 192.
- De la Renaissance aux Lumières. Allemagne, France, Pologne  (ISBN 978-83-7702- 895-7). Sous la direction de Leszek Kanczugowski, Contribution d'Aude de Kerros : « La Renaissance et les territoires imaginaires de l'Europe. Vision en perspective par un spectateur concerné », pp. 17 à 36.
- A. de Kerros, M. Sallantin, P. M. Ziegler, 1983-2013. Les Années noires de la peinture. Une mise à mort bureaucratique ?, Éd. Pierre Guillaume de Roux, 2013   (ISBN 978-2-36371-044-4).
- Art contemporain : Art ou mystification - Huit Essais, Moscou, Éditions Russkiy Mir, 2012  (ISBN 978-5-89577-168-6)  — Textes en français et en russe de Jean Clair, Marc Fumaroli, J.P. Domecq, Aude de Kerros, Christine Sourgins, Boris Lejeune, Kostas Mavrakis, préface de Tania Goritcheva, postface de Bernard Dumont.
- Sous la direction de Bernard Dumont et Christophe Reveillard, La Guerre civile perpétuelle, Éditions Artège, 2012  (ISBN 978-2-36040-072-0). Contribution d'Aude de Kerros :  « L'art contemporain et la guerre contre soi-même ».
- Sous la direction de Maxence Caron et Jacques de Guillebon, Philippe Muray, Éditions du Cerf, 2011  (ISBN 978-2-204-09536-5). Contribution d'Aude de Kerros : « L'Empire du Bien, vingt ans après ».
- Bruno Bérard (dir.), Jacques Biés, Jean Borella, François Chénique, Kostas Mavrakis, Alain Santacreu, Wolgang Smith, Emmanue Tourpe, Jean Marc Vivenza, Pamphile, Qu'est-ce que la Métaphysique ?, Éditions de l'Harmattan, 2010  (ISBN 978-2-296-12901-6). Contribution d'Aude de Kerros : « La grande crise métaphysique de l'art ».
- Sous la direction d'Anne-Sophie Beauvais, 140 idées pour la France, Éd. Temporis, 2015  (ISBN 978-2-37300-008-5). Contribution d'Aude de Kerros : « Libérons l'artiste de la concurrence déloyale de l'État ».
- Sous la direction de Bernard Berthot, Nathalie Nabert et Dominique Ponneau, Goudji. Itinéraire d'une œuvre, Éd. Parole et Silence, 2016   (ISBN 978-2-88918-876-5). Contribution d'Aude de Kerros : « D'Est en Ouest », pp. 29 à 43.
- Communication à l'Académie des Beaux Arts:  l'Art et la très Grande Crise de Aude de Kerros, 2008
- Communication à l'Académie des sciences morales et politiques : L'Art contemporain et le Sacré, de Aude de Kerros  le 9 Novembre 2015, https:/academiesiencesmoralesetpolitiques.fr

### Préface ou postface
- Nicole Esterolle, La Bouffonnerie de l'Art contemporain, préface, Éd. Jean Cyrille Godefroy, 2016  (ISBN 978-2-865532-650).
- Georges Mathieu, Désormais seul en face de Dieu, postface, Éd. L'Âge d'Homme  (ISBN 2-8251-1144-9).

### Catalogues
- Le Banquet de la peinture. L'œuvre d'Igor Bitman, coll. « Terre des peintres », 2012  (ISBN 978-2-905816-45-0).
- Artémis. L'atelier des Cyclades, Angers, musée Jean Lurçat de la tapisserie contemporaine, 2013  (ISBN 978-2-35293-043-3).
- Contribution aux catalogues de Pierre Yves Trémois, Davide Galbiati, Joan Blondeel, Boré Ivanof, Yuri Gherman, etc.

### Ouvrages en ligne illustrés
@BOOKS consultables en ligne
- Le Cœur d'Amour Epris, 2011-2012
- Le Chemin des Etoiles, un chemin de Saint-Jacques gravé
- Le Chant du Monde, images de l'Apocalypse